# Nordstrand (Oslo)
 Ikke at forveksle med Nordstrand., en halvø i Sydslesvig
Nordstrand er en administrativ bydel i Oslo, Norge. Den har 52.459 indbyggere (2020) og et areal på 16,9 km².
Bydelen, som den er i dag, var, før bydelsreformen i 2004 fusionerede de tidligere distrikter Nordstrand, Lambertseter og Ekeberg Bekkelaget (sidstnævnte men uden det meste af Ekebergskrenten og Ekebergskråningen, som blev en del af den nye bydel Gamle Oslo).

## Områder i Nordstrand
| - Ekeberg - Bekkelaget, med underområderne: - Jomfrubråten - Bekkelagshøgda, også kaldt Øvre Bekkelaget - Holtet, som ligger på højden Bekkelagshøgda - Sørli - Nordstrand, med underområderne: - Kastellet - Nordseter - Sæter - Munkerud - Ljabru - Ljan | - Simensbråten - Brattlikollen - Karlsrud - Lambertseter |